# Niederknien

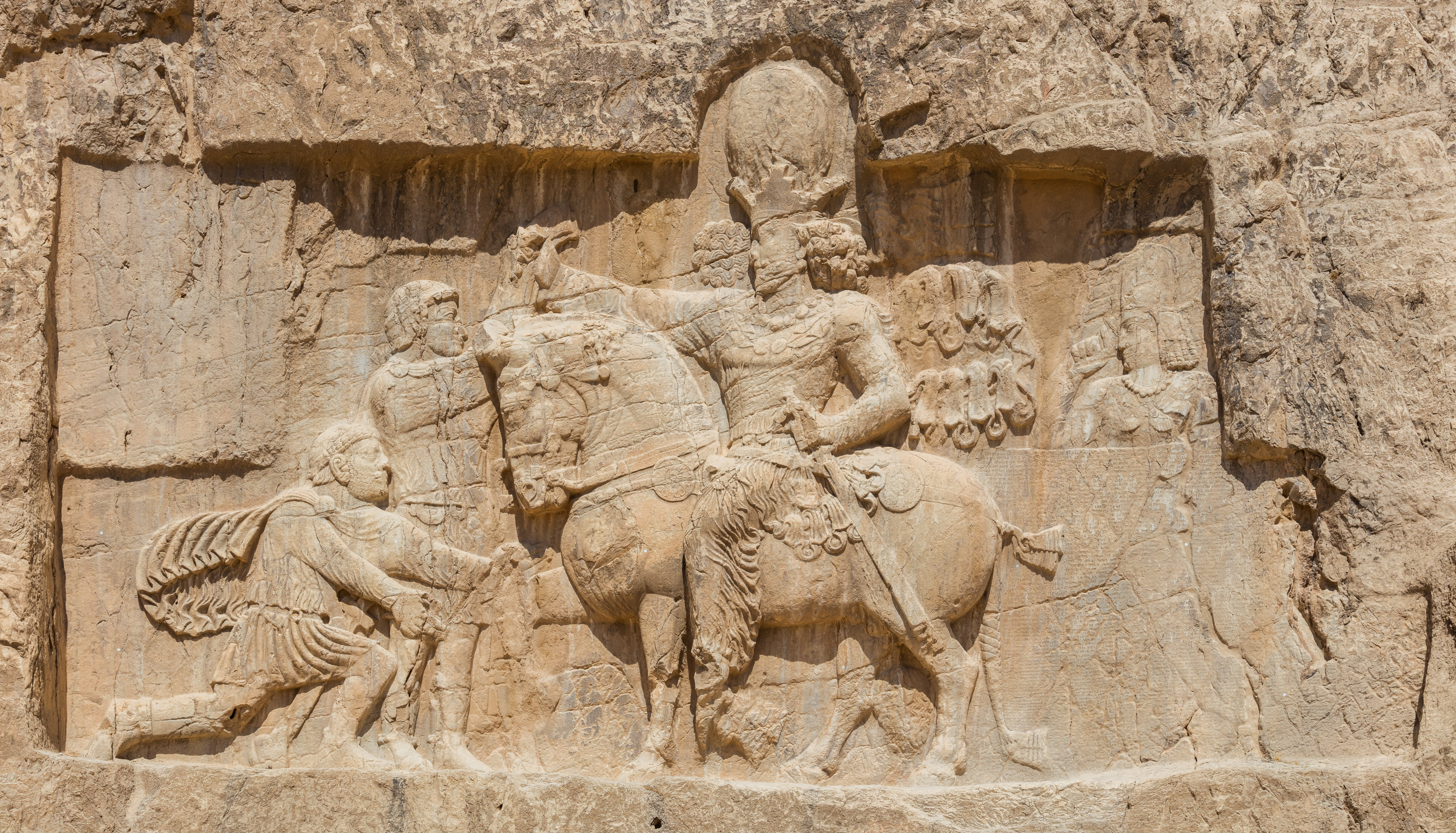
Der Triumph von Schapur I. (Regierungszeit 240/42–270 n. Chr.) über die römischen Eroberer Valerian und Philippus Arabs

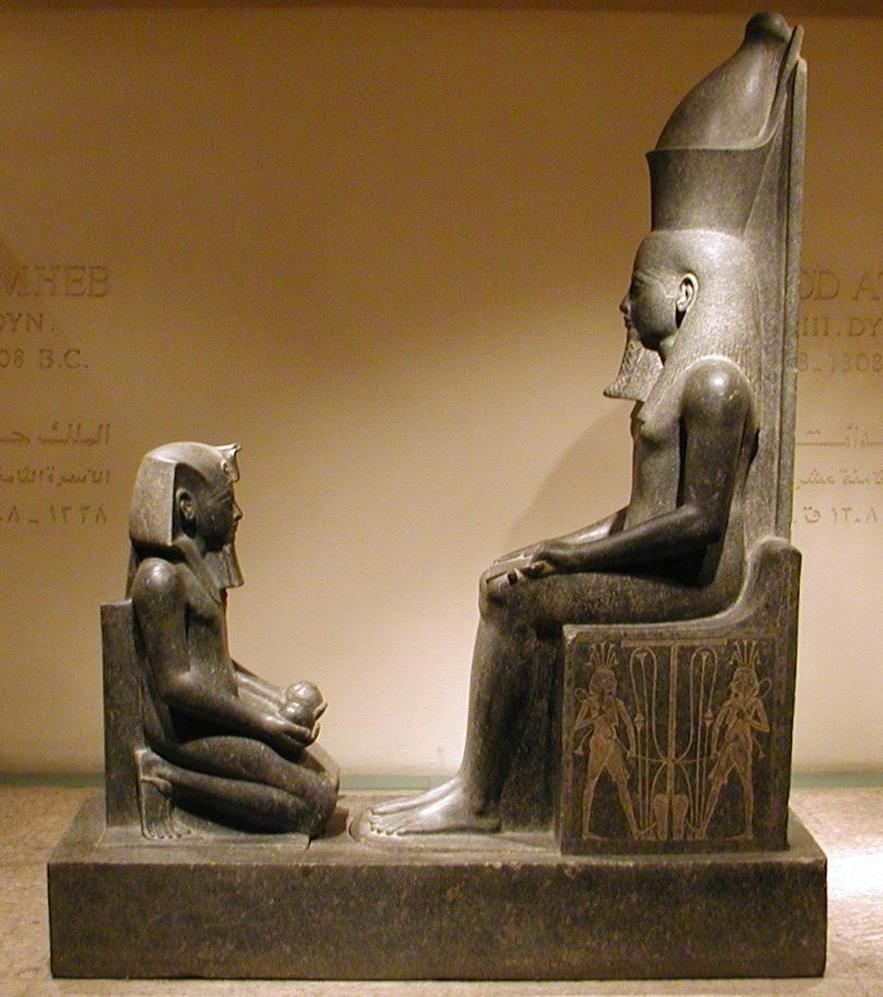
Haremhab (etwa 1319 bis 1292 v. Chr.) kniet vor seinem Gott Atum, Luxor-Museum

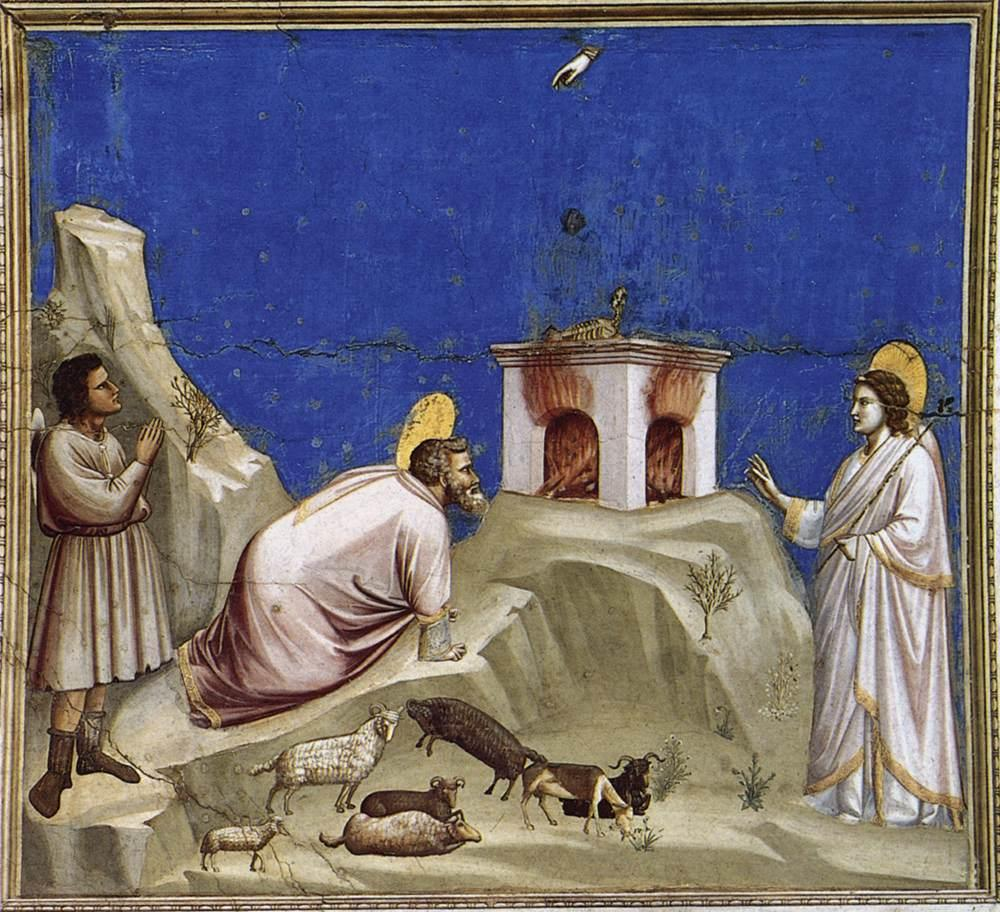
Der hl. Joachim bringt in der Wüste ein Brandopfer dar, Fresko von Giotto di Bondone, Beginn des 14. Jahrhunderts

Das Niederknien oder die Kniebeuge, bzw. der Kniefall ist eine Demutsgeste gegenüber einer überlegenen Person, beispielsweise einem König oder politischen Herrscher. Vielfach wird Niederknien als Ausdruck der religiösen Verehrung einer Göttlichkeit oder eines Fürsprechers ausgeführt. In zahlreichen Religionen wird das Niederknien praktiziert, sowohl als Anbetung als auch als Gebets- und Meditationshaltung. Im profanen Bereich gibt es das Niederknien als symbolische Geste, etwa beim Heiratsversprechen.
Es gibt zahlreiche Formen und Nuancierungen mit unterschiedlichen symbolischen und rituellen Bedeutungen. Die motorischen Bewegungen des Niederkniens reichen von der Andeutungen einer Beugung des Knies (Knicks) bis zur vollständigen Niederwerfung (so in der Prostratio). Die historisch entstandenen Bezeichnungen der Gesten sind nicht immer eindeutig und vom kulturellen oder zeitlichen Zusammenhang abhängig.

## Begriffe
Die lateinische Bezeichnung ist Genuflexio, als Genuflexio simplex die Kniebeuge mit einem Knie, Genuflexio duplex eine Kniebeuge mit beiden Knien (sogenannte doppelte Kniebeuge). Im Mittelalter kam auch der Begriff Venia („Gnade; Vergebung, Verzeihung, Entschuldigung“) im volkstümlichen Sprachgebrauch für den Kniefall vor, eingedeutscht auch Venien.
Die Prostratio (von se prosternere „sich niederwerfen“) ist wie die Venia einiger Ordensriten und die Metanien der orthodoxen Kirchen eine andere Form der Niederwerfung.  In den verschiedenen Formen des byzantinischen Ritus wird die Venia auch Metanie genannt.

## Niederknien im säkularen Bereich

### Politische Demutsgeste
Als uralte politische Demutsgeste – freiwillig oder auch erzwungen – ist das Niederknien in zahlreichen Kunstwerken dargestellt. Der politische Gegner demütigt sich dabei meist vor einer mächtigen, oftmals siegreichen Person (vgl. die Darstellung der Unterwerfung unter Schapur I. im Triumphrelief bei Naqsch-e Rostam). 
Einige Kriegerdenkmäler des Ersten Weltkrieges demonstrieren weitab vom heroischen Gestus, aber eindrücklich mahnend den demütig Knienden und von der Erfahrung des Kriegstraumas Gezeichneten.

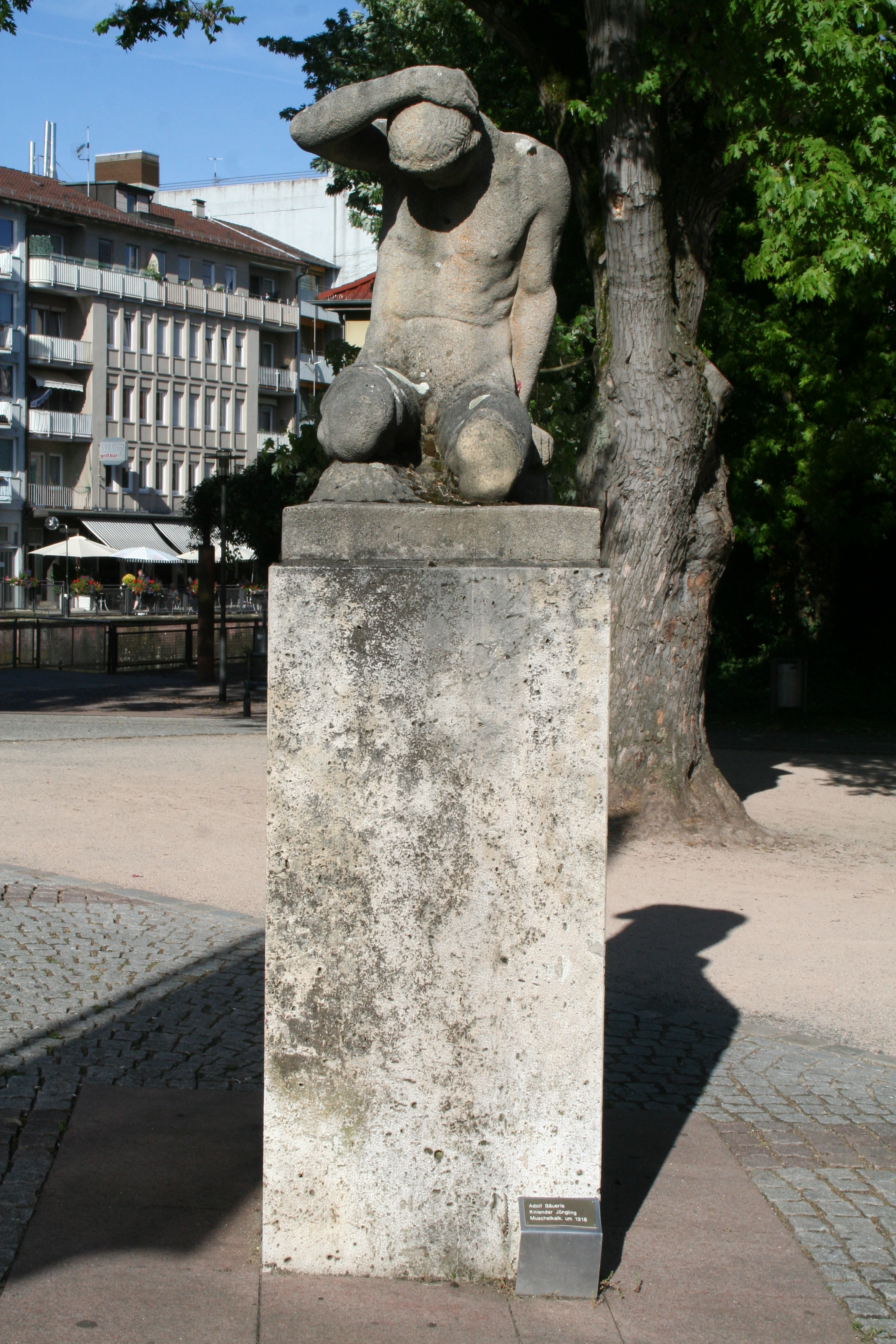
Kniender Jüngling (1918), Kriegerdenkmal in Pforzheim
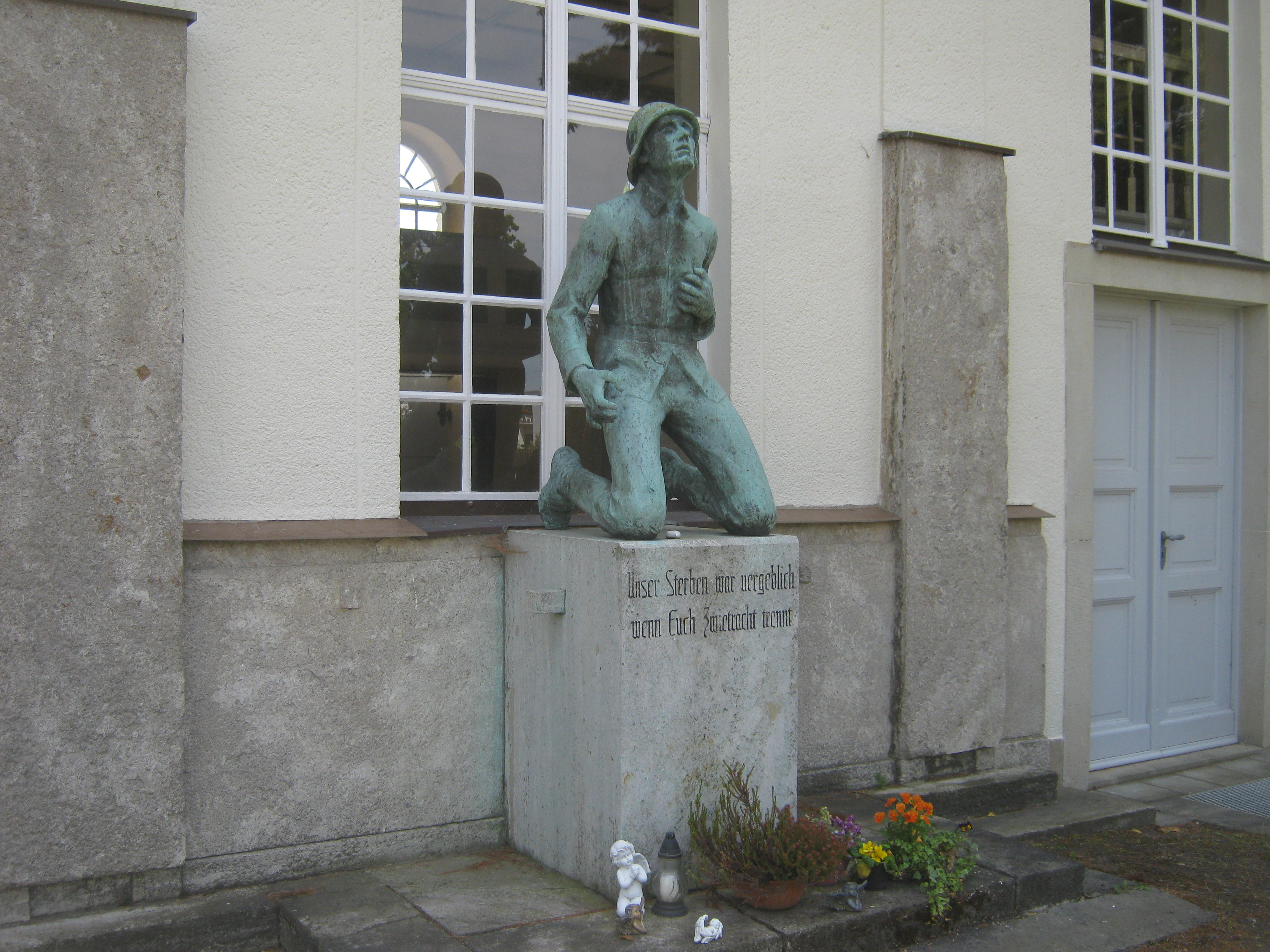
Kniender Soldat, Denkmal Zwenkau (1931)
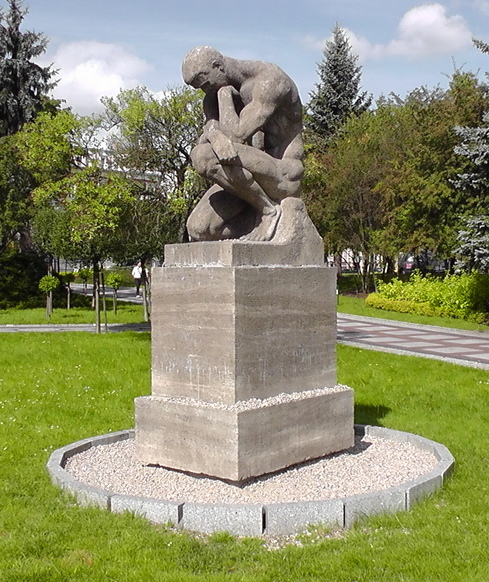
Fritz Klimsch: Der Gebeugte (1919), Słupsk
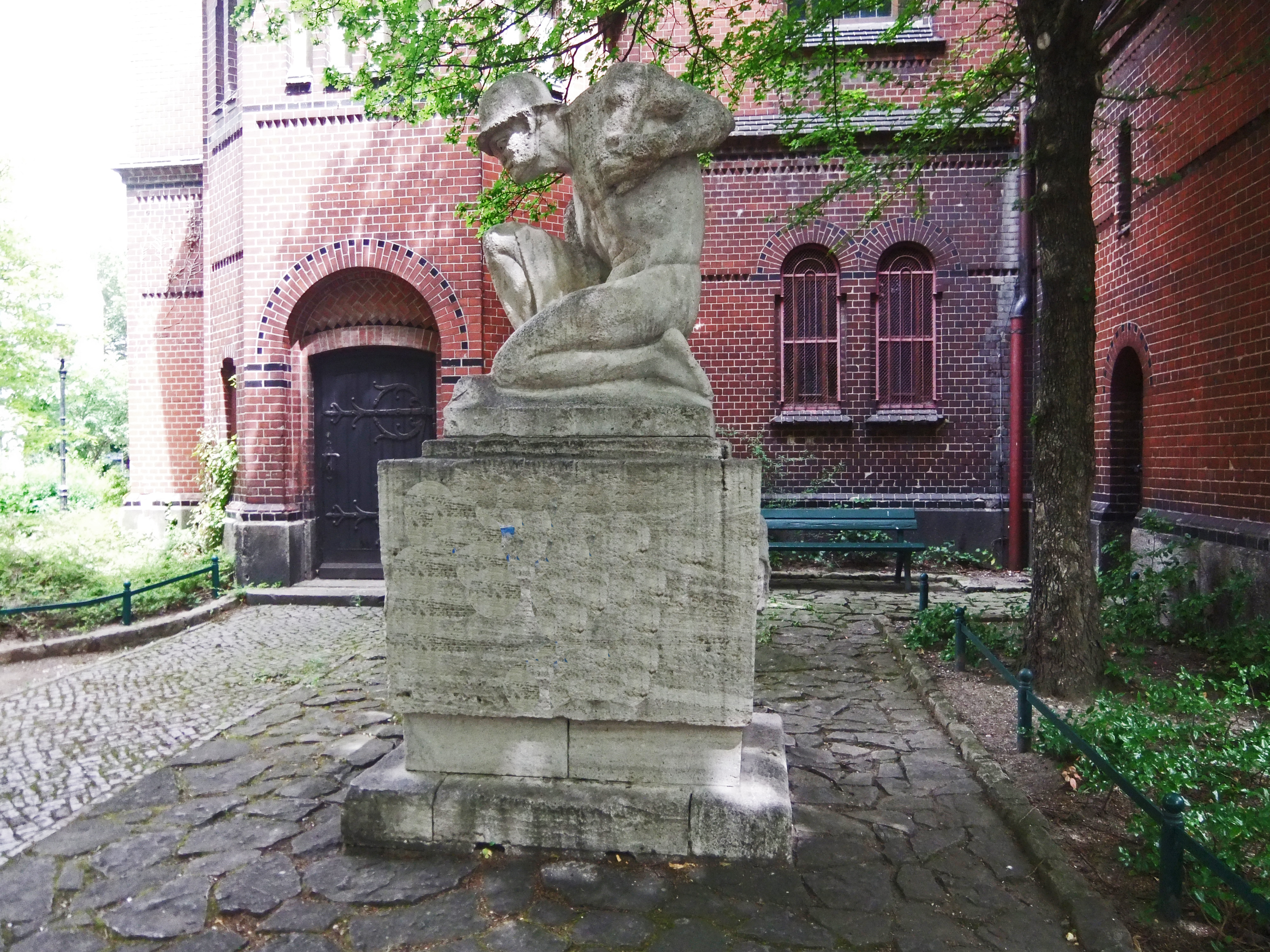
Kriegerdenkmal Leipzig-Neustadt (1926)
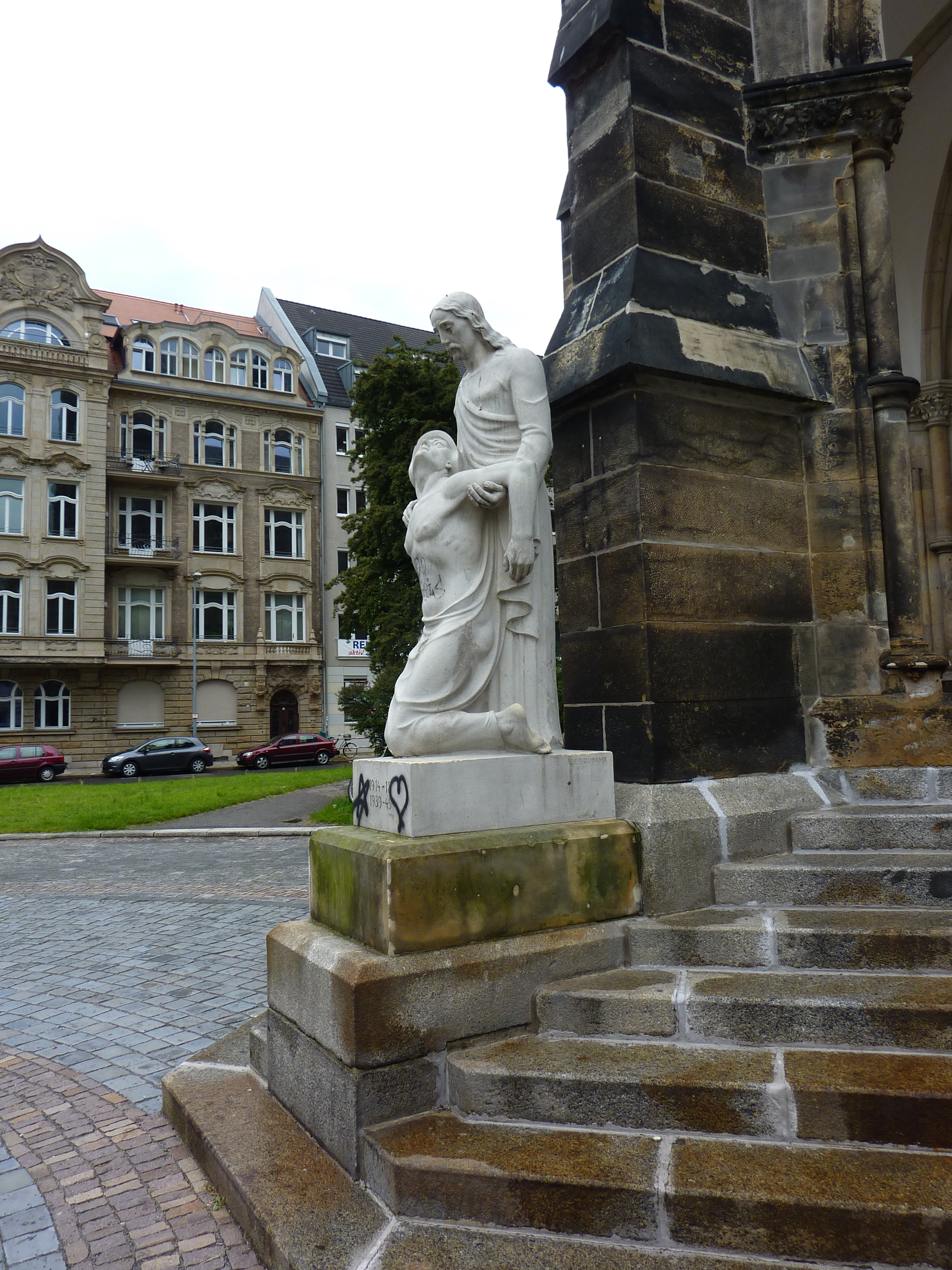
Kriegerdenkmal Leipzig Süd

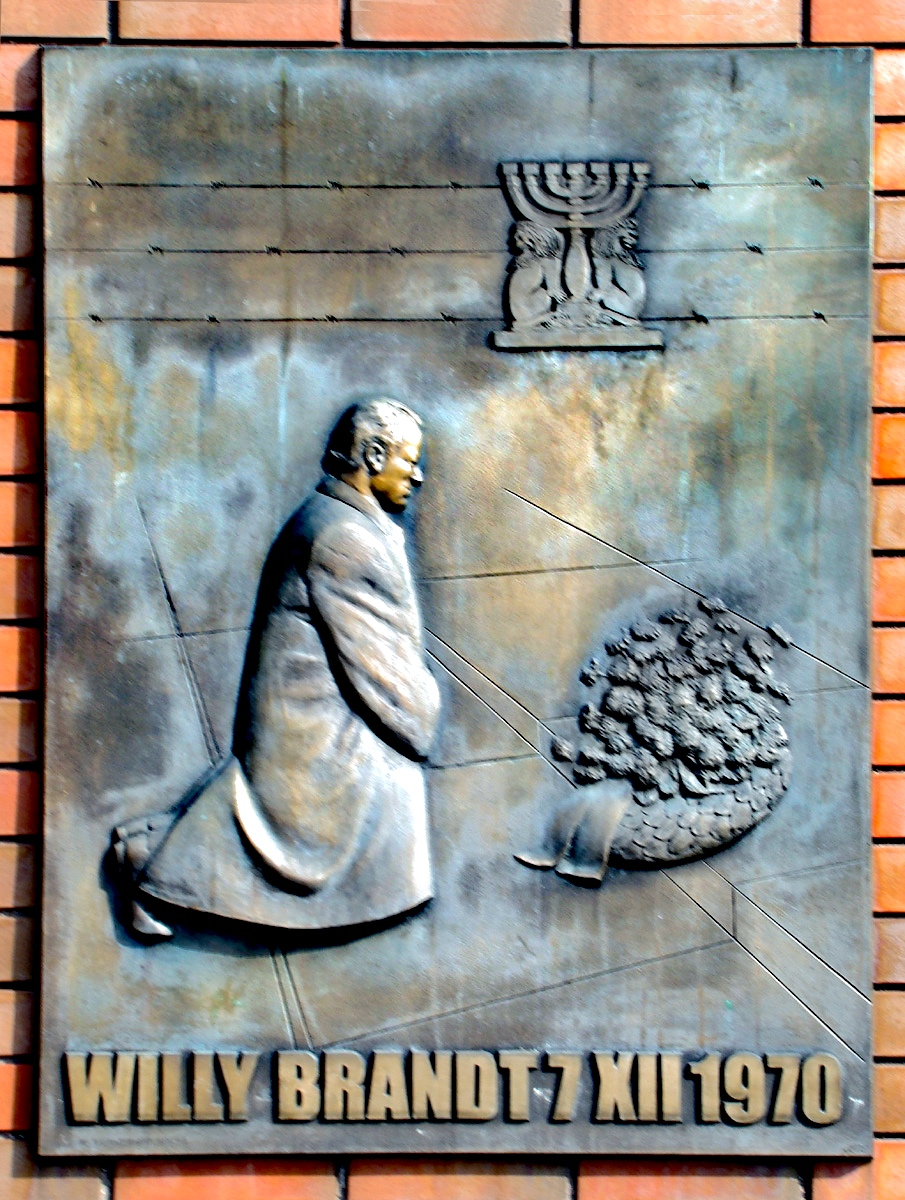
Bronzetafel in Warschau zur Erinnerung an den Kniefall Willy Brandts 1970

Der historische Kniefall von Warschau Willy Brandts am Ehrenmal für die Toten des Warschauer Ghettos im Dezember 1970 gilt als politische Demutsgeste mit der Bitte um Vergebung für die deutschen Verbrechen des Zweiten Weltkriegs.

### Zivilgesellschaftlicher Protest gegen Rassismus in den Vereinigten Staaten
Im Sommer 2017 begannen einige Schwarze in American-Football-Teams aus Protest gegen Diskriminierung und Polizeigewalt während des Hörens der Nationalhymne vor Spielen zu knien, was zu einem öffentlichen Konflikt mit Donald Trump führte, dem sich auch weitere Menschen außerhalb des Football solidarisch anschlossen. Eric Reid beschreibt die Haltung als respektvolle Geste, die an eine aufgrund einer Tragödie auf halbmast gesetzte Flagge erinnern solle.

### Strafen
Bis ins 20. Jahrhundert war das Knien auf einem Holzscheit in Schulen eine Form, Schüler zu bestrafen.

## Niederknien im religiösen Bereich

### Antike
Das Niederknien war insbesondere im Alten Orient als Proskynese verbreitet. Die antiken Griechen grenzten sich zeitweise davon ab; Aristoteles nennt es eine „barbarische“ Verhaltensform. Der makedonische König Alexander der Große wurde nach seinem Persienfeldzug, in dem er das achämenidische Perserreich erobert hatte, auch persischer Großkönig und versuchte, die Proskynese auch unter seinen makedonischen Gefolgsleuten einzuführen. Dies führte zu erheblichen Konflikten. Noch in späterer Zeit kritisierten Plutarch und Theophrastos von Eresos das Knien als Ausdruck von Aberglauben. In der römischen Spätantike wurde es dann aber als Teil des kaiserlichen Hofzeremoniells wieder eingeführt (proskynese bzw. adoratio). So wurde es auch im Oströmischen bzw. Byzantinischen Reich dem Kaiser gegenüber üblich.

### Judentum
Beschreibungen des Niederkniens gibt es mehrfach im Tanach, beispielsweise: „Er [Salomo] trat [auf die Tribüne], ließ sich im Angesicht der ganzen Versammlung Israels auf die Knie nieder, breitete seine Hände zum Himmel aus und betete: Herr, Gott Israels, im Himmel und auf der Erde gibt es keinen Gott, der so wie du Bund und Huld seinen Knechten bewahrt, die mit ungeteiltem Herzen vor ihm leben“ (2 Chr 6,13–14 ), oder: „Kommt, lasst uns niederfallen, uns vor ihm verneigen, lasst uns niederknien vor dem Herrn, unserm Schöpfer!“ (Ps 95,6 )
Da das Stehen während des Gebets nach jüdischer Tradition ein alter Ausdruck der Ehrfurcht ist, stehen die Menschen häufiger beim Gebet, als dass sie knien. Beispiel dafür ist das Achtzehnbittengebet, das auch als Amida („Stehgebet“) bezeichnet wird. Das hebräische Wort berech für Knie ist mit dem Wort Bracha („Segen“) stammverwandt. Die Knie galten für den Hebräer als Sinnbild für Kraft; das Beugen der Knie ist so das Beugen der Kraft vor dem lebendigen, einzigen Gott.

### Christentum
Es können in der Bibel drei eng mit dem Wort „knien“ verwandte Haltungen unterschieden werden: die Prostratio – das Sich-zu-Boden-Strecken vor der überwältigenden Macht Gottes –, das im Neuen Testament vorkommende Zu-Füßen-Fallen und das Knien. Im Einzelnen sind freilich sprachlich die drei Haltungen nicht immer deutlich voneinander trennbar. Das Wort ‚knien‘ (griech. προσκυνεῖν proskynein) kommt allein im Neuen Testament 59-mal vor, davon 24-mal in der Offenbarung des Johannes. Der griechische Begriff bedeutet eigentlich „küssen“, wurde jedoch bereits zur Zeit des Neuen Testaments in der Bedeutung „durch Niederwerfen Ehre erweisen“ verwendet; zum Beispiel: „Die Jünger im Boot aber fielen vor Jesus nieder und sagten: Wahrhaftig, du bist Gottes Sohn.“ (Mt 14,33 )
Ein weiteres wichtiges Ereignis, in der das Knien im Neuen Testament erwähnt wird, ist die Prostratio Jesu am Ölberg vor seinem Leiden:
„Und er ging ein Stück weiter, warf sich auf die Erde nieder und betete, dass die Stunde, wenn möglich, an ihm vorübergehe.“ (Mk 14,35 )

#### Römisch-katholische Kirche

##### Einfache Kniebeuge

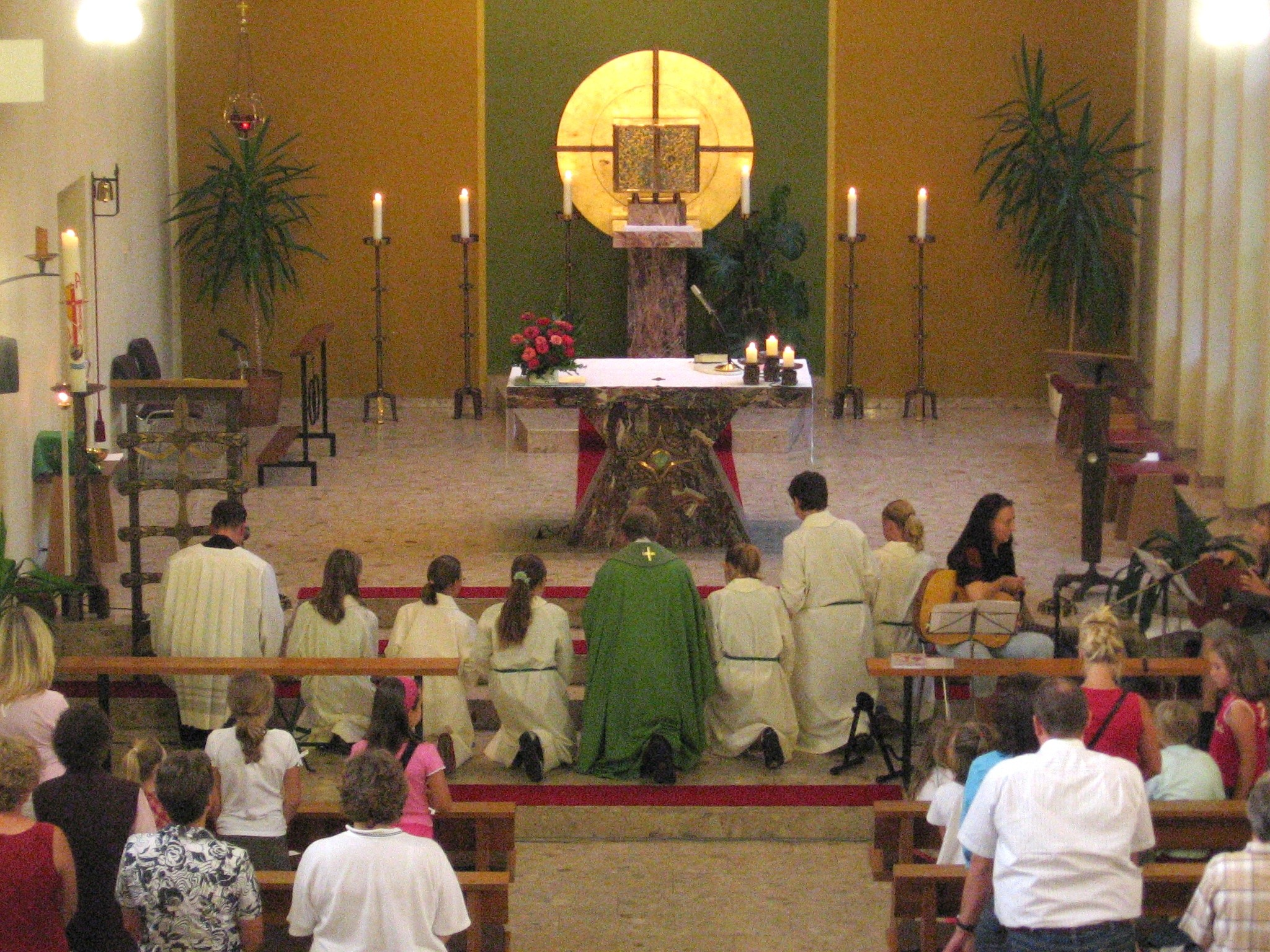
Einfache Kniebeuge in der Heiligen Messe; es wird nur auf dem rechten Knie gekniet, der linke Fuß ist vor dem Körper aufgesetzt

In der Kirche machen Katholiken eine einfache Kniebeuge (mit einem Knie bis zum Boden) vor dem im Tabernakel aufbewahrten Allerheiligsten oder in die Richtung des Tabernakels, bevor sie sich in die Kirchenbank begeben, wenn sie vor dem Tabernakel vorübergehen und wenn sie die Kirche wieder verlassen. Der Ort des Tabernakels wird durch das ewige Licht angezeigt.
Zelebranten, Diakone und die liturgischen Dienste (Ministranten, Lektoren, Kommunionhelfer) beugen beim gemeinsamen Einzug in die Kirche und beim Auszug das Knie vor dem Allerheiligsten und bezeugen so die Ehrfurcht vor der Gegenwart des allmächtigen, dreieinigen Gottes.

„Wir bringen in der Meßliturgie unseren Glauben, daß Christus unter den Gestalten von Brot und Wein wirklich zugegen ist, unter anderem dadurch zum Ausdruck, daß wir zum Zeichen der Anbetung des Herrn die Knie beugen oder uns tief verneigen. (Katechismus der Katholischen Kirche, 1378)“

In der Grundordnung des römischen Messbuchs (GRM 274) heißt es darüber hinaus:

„Die Kniebeuge, bei der das rechte Knie bis zum Boden gebeugt wird, bringt die Anbetung zum Ausdruck; sie ist deshalb dem allerheiligsten Sakrament vorbehalten sowie dem heiligen Kreuz von der feierlichen Anbetung während der liturgischen Feier des Freitags vom Leiden des Herrn an bis zum Beginn der Ostervigil.“

##### Doppelte Kniebeuge
Bei der doppelten Kniebeuge (Genuflexio duplex) wird auch das linke Knie gebeugt, beide Knie berühren nebeneinander den Boden und man verneigt sich. Die doppelte Kniebeuge wird vor dem ausgesetzten Allerheiligsten praktiziert, wenn das Allerheiligste vorbeigetragen wird, oder beim sakramentalen Segen.

##### Niederknien
Verbleibt der Betende länger in der doppelten Kniebeuge, spricht man vom Niederknien. 

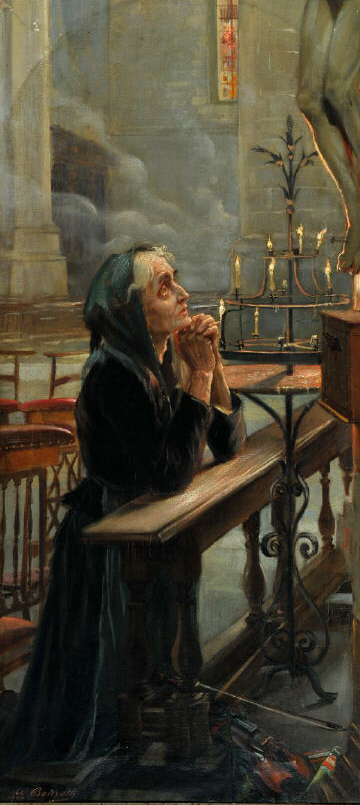
Auguste Bourotte: Betende Frau (1897)

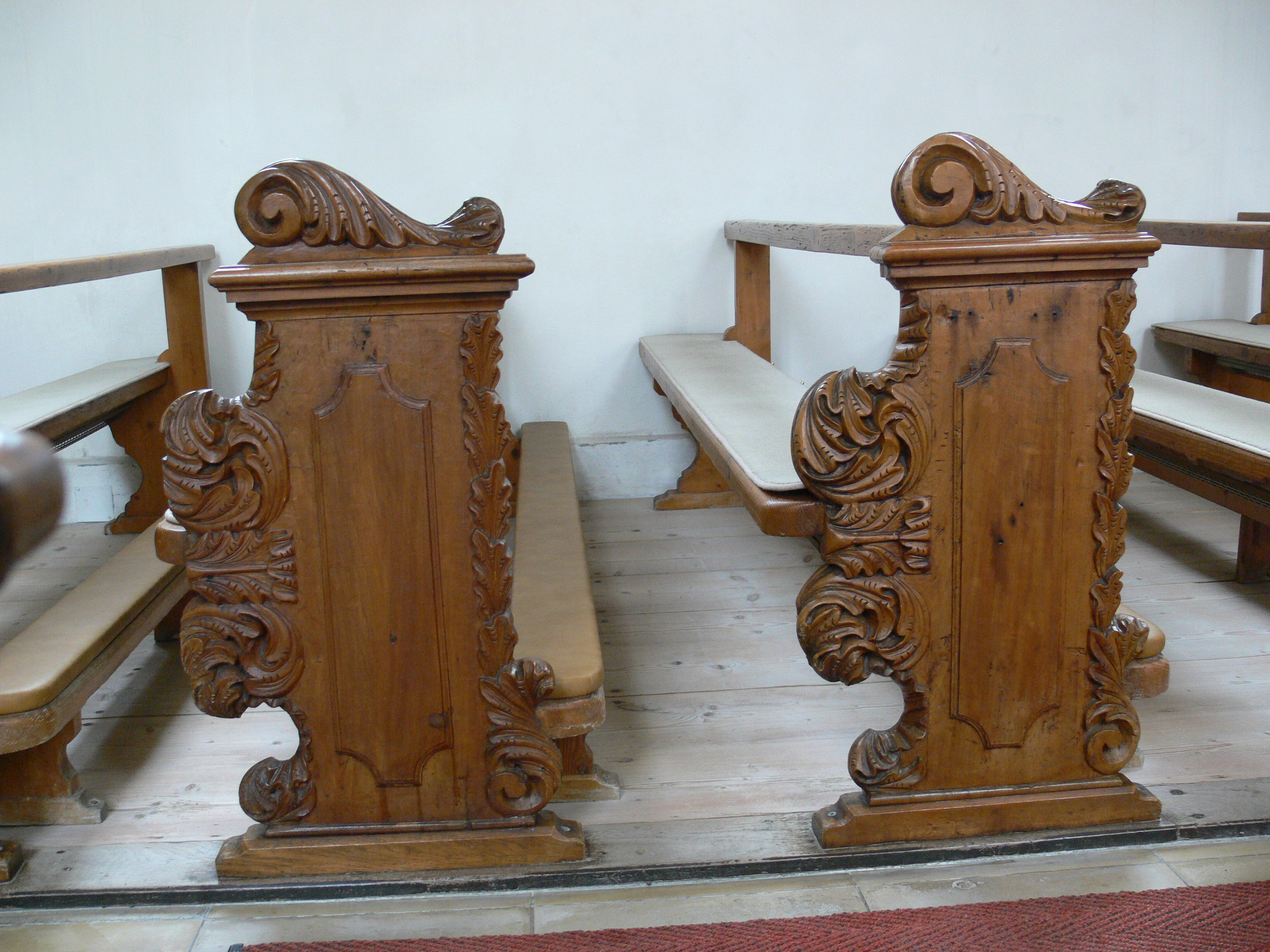
Kirchenbänke in Esenhausen mit gepolsterten Kniebänken

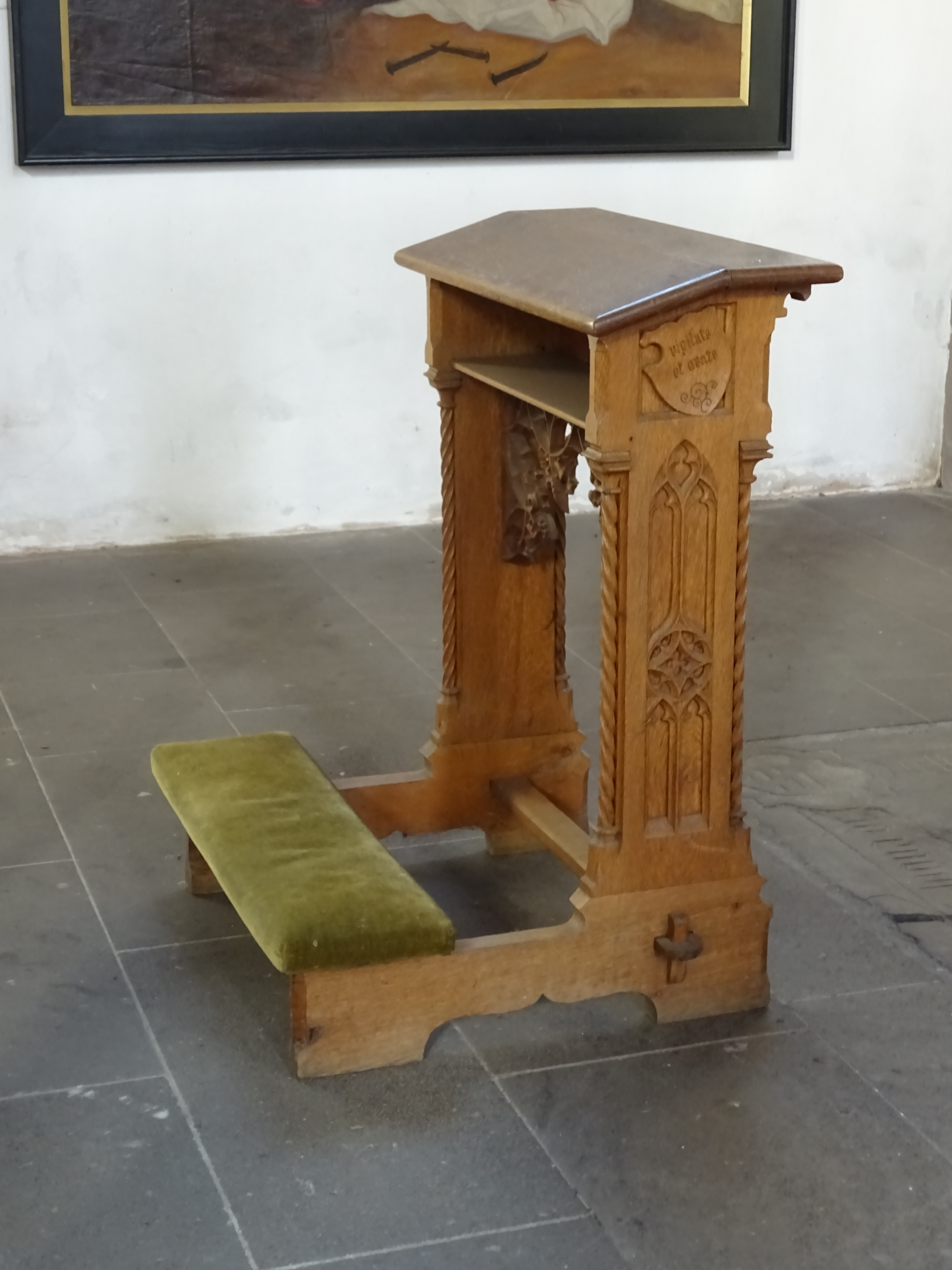
Ein Betschemel

In römisch-katholischen Kirchen befinden sich zusätzlich zu den Sitzbänken meist Kniebänke, die eingerichtet wurden, um Gläubigen eine Erleichterung zu verschaffen, denen das Knien auf dem bloßen Boden zu schwer fallen würde. Eine Kniebank für einen Beter wird Betschemel oder Betstuhl genannt. Gekniet wird gewöhnlich nicht nur an den entsprechenden Stellen in der Liturgie, sondern auch beim stillen Gebet in der Kirche. 
In der heiligen Messe werden die eucharistischen Gaben bei der Wandlung zum Leib und Blut Christi (Transsubstantiation), daher sollen die Gläubigen wenigstens bei der Konsekration bis zum Ruf „Deinen Tod …“ knien. Mancherorts ist es üblich, auch vom Agnus Dei bis zur Kommunion zu knien, ebenfalls beim Kommunionempfang an der Kommunionbank.
Immer kniet man, wenn der Diakon, der Zeremoniar oder der Zelebrant dazu förmlich mit „Beuget die Knie“ auffordert, sowie an Weihnachten und am Hochfest der Verkündigung des Herrn bei der Aussage des Glaubensbekenntnisses über die Menschwerdung Christi, am Palmsonntag und Karfreitag während der Passion nach der Stelle, die den Tod Jesu beschreibt, und an Pfingsten zum Ruf vor dem Evangelium „Komm, Heiliger Geist“.
Eucharistische Anbetung vor dem Tabernakel oder dem ausgesetzten Allerheiligsten geschieht im Knien. Auch zum Sakramentalen Segen, etwa bei eucharistischen Prozessionen, wird möglichst niedergekniet.
Darüber hinaus kniet man beim Empfang einiger Sakramente (etwa des Bußsakraments und des Sakraments der Weihe) und einiger Sakramentalien von besonderer Bedeutung, so dem Brautsegen, der Profess oder der Jungfrauenweihe sowie im Stundengebet bei den Worten des Invitatoriums „Lasst uns niederfallen, uns vor ihm verneigen, lasst uns niederknien vor dem Herrn, unserem Schöpfer!“.

##### Kniefall (Venie)
Beim Kniefall (ebenso bei der speziellen Form des Fußfalls) wird das Niederknien schnell ausgeführt. Peter Dinzelbacher bezeichnet diese Praxis neben anderen als Teil der im Mittelalter weit verbreiteten Askesepraktiken. Der Ausdruck „Venie“ (auch mittellat. „Venia“) bezeichnet seit dem Mittelalter den Kniefall.
Die Venie als Ausdruck der Anbetung, Verehrung und inständiger Bitte ist Bestandteil einiger ordenseigener Riten und frommer Übungen in der lateinischen Kirche. In den verschiedenen Formen des byzantinischen Ritus wird die Venie auch Metanie genannt.

##### Andere Formen der Niederwerfung

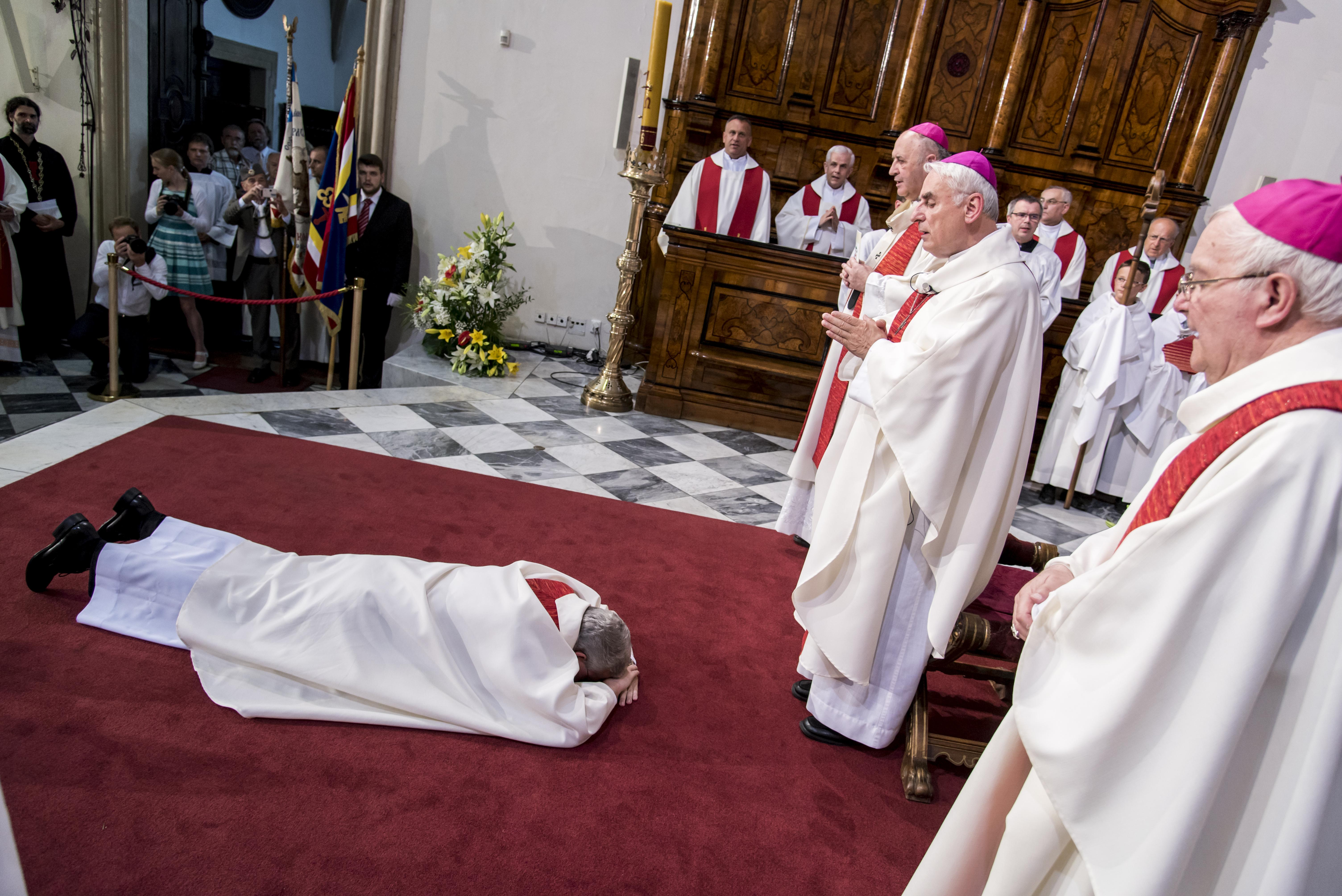
Prostratio des Weihekandidaten bei einer Bischofsweihe

Eine Form des Kniens, eine rutschende Fortbewegung auf den Knien, kommt im kirchlichen Brauchtum als Zeichen der Buße bei Wallfahrten vor, wo die Pilger am Zielort auf Knien die Kirche oder dreimal den Altar umrunden. Die Scala Santa im römischen Lateran darf nur kniend erklommen werden, ebenso nach diesem Vorbild entstandene „heilige Stiegen“, etwa in Bonn, in Salzburg und in mehreren bayrischen Orten.
Eine besondere Form der Niederwerfung ist die Prostratio, das ausgestreckte Sich-Niederwerfen einer Person als Zeichen der Demut, Hingabe und flehentlichen Bitte. Sie hat ihren Platz in der Liturgie zu Beginn der Feier vom Leiden und Sterben Christi am Karfreitag, beim Empfang des Weihesakraments sowie auch beim Ablegen der feierlichen Ordensgelübde und der Jungfrauenweihe, in einigen Orden auch im Stundengebet bei der Ankündigung hoher Feste aus dem Martyrologium.

#### Orthodoxe Kirchen
Knien ist in der sonntäglichen Liturgie nicht üblich, wohl aber der Pojasnoi Poklon (kleine Metanie), die halbe Verbeugung mit Berührung des Bodens und Bekreuzigung. An anderen Wochentagen gibt es in manchen Kirchen Niederwerfungen (Metanien), wie die römisch-katholische Kirche sie als Prostratio kennt. Die orthodoxe Praxis bewahrt bis heute die Bestimmungen des frühen Christentums, wonach das Knien dem Sonntag als dem Festtag der Auferstehung Jesu Christi sowie der gesamten „Pentekoste“ (Zeit von Ostern bis Pfingsten) unangemessen sei; so festgelegt vom Ersten Konzil von Nicäa in seinem can. 20, dem sich die orthodoxen Kirchen verpflichtet fühlen.

#### Bekenntnislutherische Kirchen

##### Kniebeuge
Die Kniebeuge wird in bekenntnislutherischen Kirchen (das sind lutherische Kirchen altkonfessioneller Prägung, so beispielsweise die Selbständige Evangelisch-Lutherische Kirche) im Rahmen der Feier des Heiligen Abendmahls vom Pfarrer vollzogen. Während der Konsekration erfolgt nach dem Brotwort und Kelchwort die Elevation als Zeigeritus des real gegenwärtigen wahren Leibes und Blutes Christi. Nach der Elevation der Gaben macht der Pfarrer jeweils eine Kniebeuge. Einige Gemeindeglieder praktizieren vor dem Empfang von Christi Leib und Blut im Heiligen Abendmahl ebenfalls eine Kniebeuge, bevor sie am Altar zur Kommunion niederknien.

##### Knien

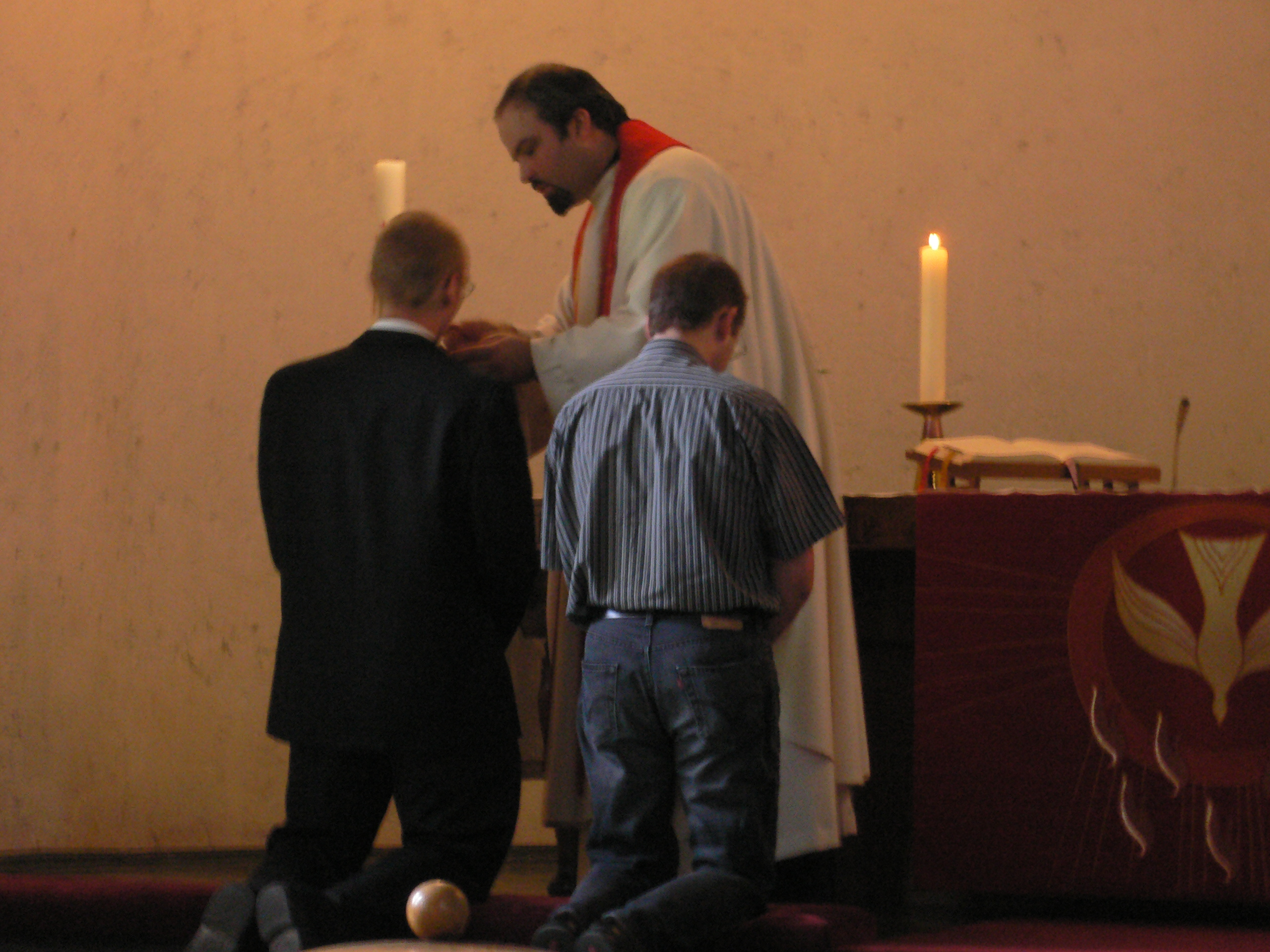
Kniende Kommunikanten während einer Lutherischen Abendmahlsfeier

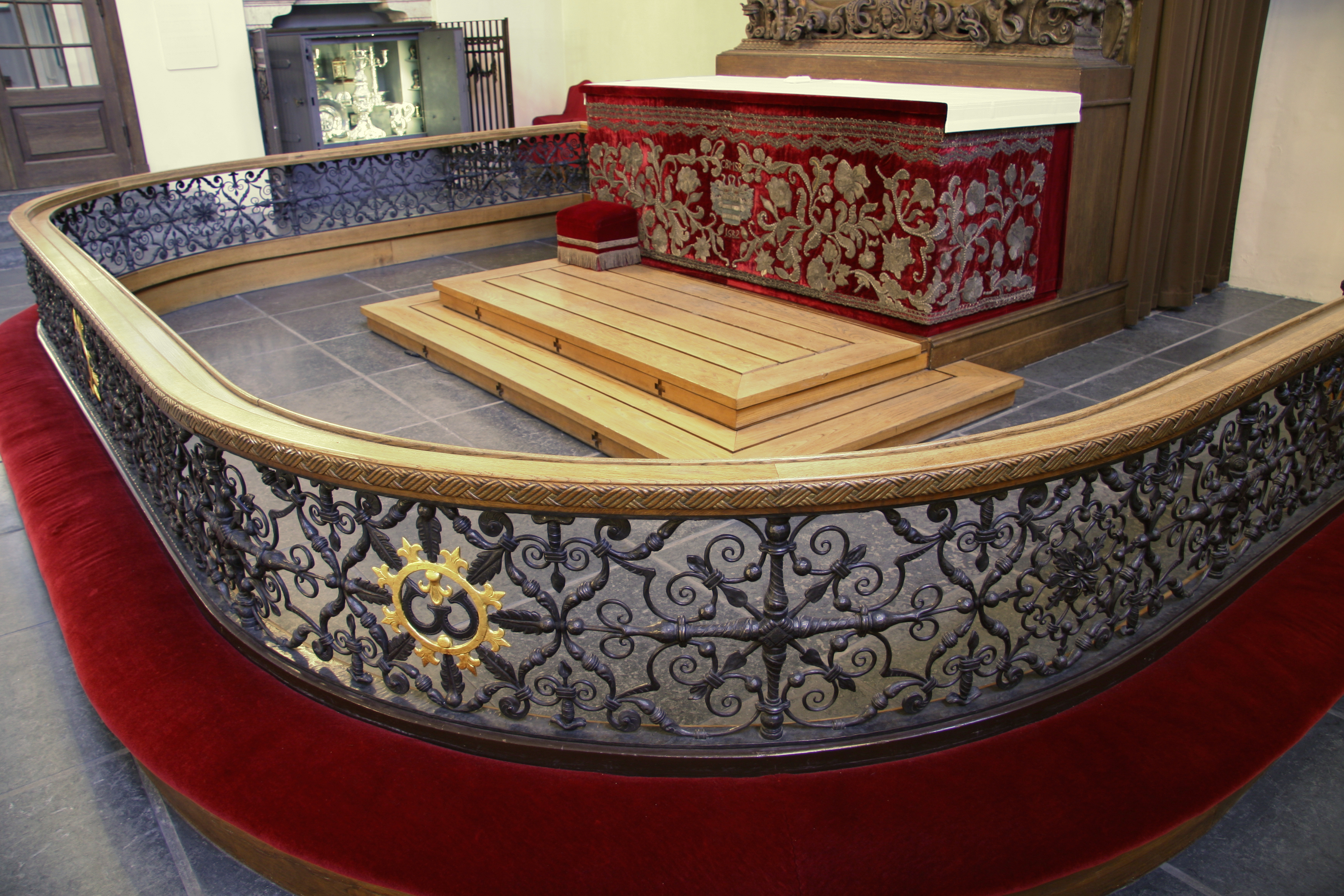
Kommunionbank in der lutherischen Holmens Kirke in Kopenhagen

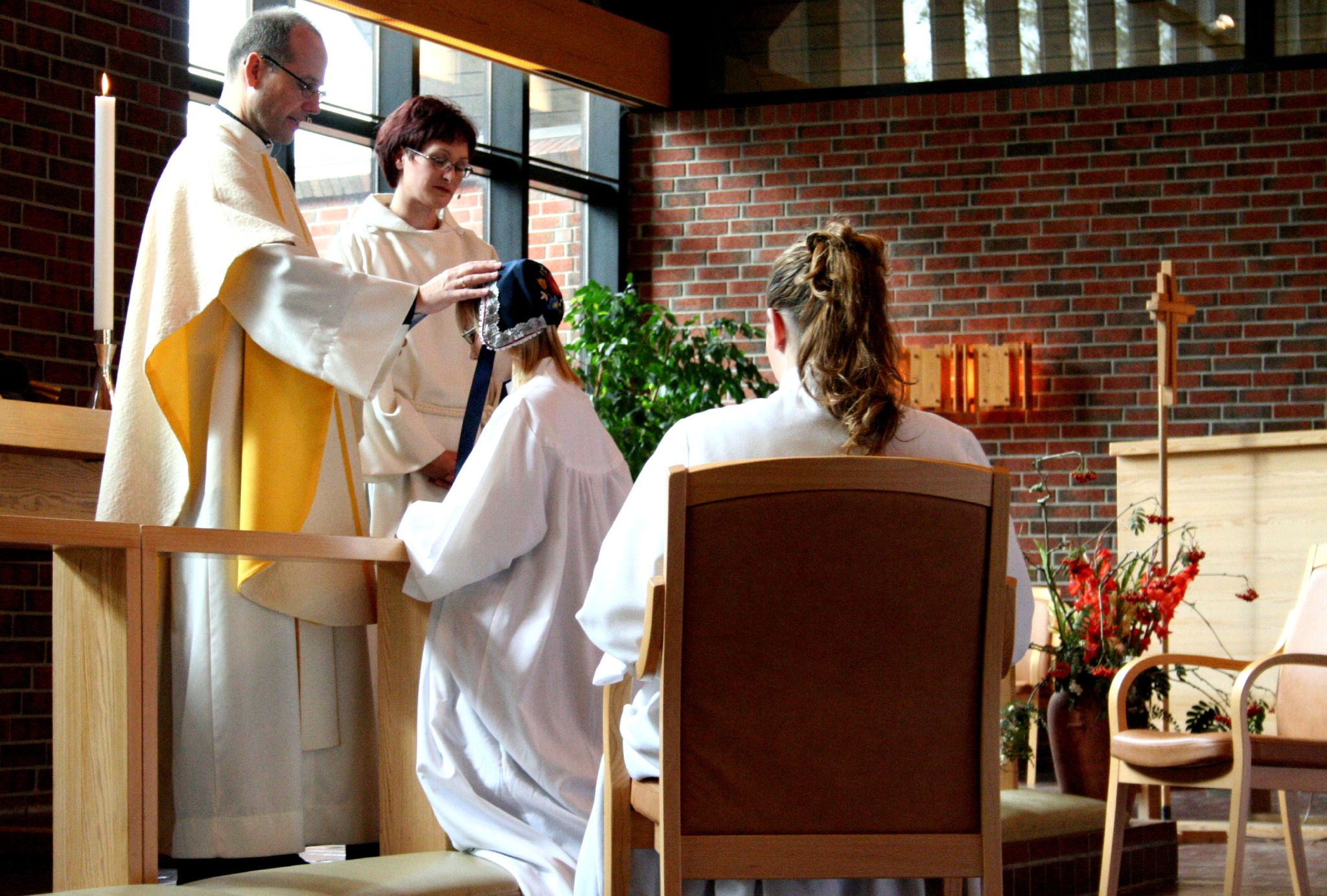
Einsegnung zur Konfirmation

Das Knien ist in bekenntnislutherischen Kirchen an entsprechenden Stellen in der Liturgie eine häufige Praxis. Dazu gibt es freilich keinen Zwang, vielmehr ist es für viele ein Ausdruck ihres Glaubens. Wird ein Predigtgottesdienst gefeiert, knien viele während des Rüstgebetes zu Beginn des Gottesdienstes. Im Rahmen der allgemeinen Beichte im oder vor dem Lutherischen Abendmahlsgottesdienst kniet die Beichtgemeinde oft während des Beichtgebetes, den sogenannten Beichtfragen und dann am Altar, um die heilige Absolution durch den Pfarrer unter Handauflegung zu empfangen. Auch der Pfarrer kann während des Liedes vor der Predigt am Altar knien, während er um den Heiligen Geist für seinen Predigtdienst bittet.
Im Rahmen der Abendmahlsfeier knien manche Gemeinden während der Konsekrationsworte. In einigen Gemeinden ist es auch üblich, schon während des Vaterunsers zu knien. Oft kniet die Gemeinde während des Liedes Christe, du Lamm Gottes aus Ehrfurcht vor dem im Heiligen Abendmahl wirklich gegenwärtigen Leib und Blut Christi. In wenigen Gemeinden kniet die Gemeinde zum Segen am Schluss des Sakramentsgottesdienstes.
Neben diesen beschriebenen Gelegenheiten während des sonntäglichen Gottesdienstes wird in lutherischen Kirchen auch zu besonderen Segenshandlungen gekniet, so z. B. der kirchlichen Trauung, der Konfirmation, im Rahmen der Taufhandlung (Eltern- oder Muttersegnung) und der Ordination.

#### Reformierte Kirchen
In reformierten Kirchen gibt es in der Regel keine Kniebänke. Nach Calvin und Zwingli sollte der Ritus von dem befreit werden, was nicht ausdrücklich in der Bibel niedergelegt war, so auch das Knien im Gottesdienst, insbesondere beim Abendmahl. Das Abendmahl wird von der Gemeinde um einen Tisch stehend empfangen.

### Buddhismus und Hinduismus
Im Buddhismus und Hinduismus wird das Knien als Körperhaltung während der Meditation verstanden.

### Islam
Im Islam ist das Knien während des Gebets auf einem Gebetsteppich üblich.
Allerdings handelt es sich dabei nicht wie im Christentum um ein Knien mit aufrechter Körperhaltung, sondern eher um ein Aufsitzen auf Knien und Füßen bei der Niederwerfung.